# Scadenzario
Lo scadenzario (a volte, erroneamente, scadenziario) è un registro contabile su cui vengono normalmente annotate le varie scadenze contabili da rispettare. Fra queste possiamo citare tipicamente incassi da clienti, pagamenti a fornitori, rate di leasing e pagamento di imposte e tasse.
Con l'avvento dell'informatica, il termine ha assunto una accezione più restrittiva e viene principalmente riferito a crediti da clienti o debiti verso fornitori. Quasi sempre è presente anche la voce relativa alle uscite per pagare salari e stipendi degli addetti. La consultazione di tali informazioni permette di fare previsioni sul flusso di denaro necessario all'attività aziendale.
Non va confuso con il flusso di cassa che comprende altre voci di bilancio quali gli ammortamenti o l'utile aziendale.